# Гендрікс (Міннесота)
Гендрікс (англ. Hendricks) — місто (англ. city) в США, в окрузі Лінкольн штату Міннесота. Населення — 616 осіб (2020).

## Географія
Гендрікс розташований за координатами 44°30′31″ пн. ш. 96°25′35″ зх. д. / 44.50861° пн. ш. 96.42639° зх. д. (44.508647, -96.426422).  За даними Бюро перепису населення США в 2010 році місто мало площу 2,52 км², з яких 2,48 км² — суходіл та 0,04 км² — водойми. В 2017 році площа становила 2,84 км², з яких 2,42 км² — суходіл та 0,42 км² — водойми.

## Демографія
Згідно з переписом 2010 року, у місті мешкало 713 осіб у 326 домогосподарствах у складі 185 родин. Густота населення становила 283 особи/км².  Було 378 помешкань (150/км²).
Расовий склад населення:
| - 99,3 % — білих - 0,3 % — корінних американців - 0,1 % — чорних або афроамериканців |

До двох чи більше рас належало 0,3 %. Частка іспаномовних становила 1,1 % від усіх жителів.
За віковим діапазоном населення розподілялося таким чином: 17,3 % — особи молодші 18 років, 44,6 % — особи у віці 18—64 років, 38,1 % — особи у віці 65 років та старші. Медіана віку мешканця становила 53,9 року. На 100 осіб жіночої статі у місті припадало 96,4 чоловіків;  на 100 жінок у віці від 18 років та старших — 89,7 чоловіків також старших 18 років.
Середній дохід на одне домашнє господарство  становив 48 181 долар США (медіана — 43 625), а середній дохід на одну сім'ю — 62 658 доларів (медіана — 54 250). Медіана доходів становила 36 750 доларів для чоловіків та 31 974 долари для жінок. За межею бідності перебувало 6,7 % осіб, у тому числі 1,8 % дітей у віці до 18 років та 11,0 % осіб у віці 65 років та старших.
Цивільне працевлаштоване населення становило 317 осіб. Основні галузі зайнятості: освіта, охорона здоров'я та соціальна допомога — 28,4 %, виробництво — 16,4 %, мистецтво, розваги та відпочинок — 11,7 %, сільське господарство, лісництво, риболовля — 10,1 %.